# Песинето
Песинѐто (на италиански: Pessinetto; на пиемонтски: Psinej, Пъсиней, на окситански: Pisinai, Писинай, на френски: Pessinet, Пьосине) е село и община в Метрополен град Торино, регион Пиемонт, Северна Италия. Разположено е на 590 m надморска височина. Към 1 януари 2020 г. населението на общината е 608 души, от които 52 са чужди граждани.